# Vladimir Turina
Vladimir Turina, slovenski šolnik in družbeni delavec, * 26. maj 1908, Tržič, Italija, † 20. oktober 1986, Trst.

## Življenje in delo
Rodil se je v družini carinskega uslužbenca Ivana Turine. Šole je obiskoval v raznih krajih, leta 1935 pa je diplomiral na Fakulteti za gospodarstvo in trgovske vede v Trstu. Po diplomi je služboval v raznih krajih, po osvoboditvi pa se je na povabilo pokrajinskega narodnoosvobodilnega sveta vrnil v Trst. Od oktobra 1946 do novembra 1947 je bil profesor na Slovenski trgovski akademiji, od novembra 1947 do septembra 1954 ravnatelj Trgovske strokovne šole v Trstu, od 1. oktobra 1954 do upokojitve 1975 pa ravnatelj Trgovsko tehničnega zavoda Žiga Zois v Trstu. Turina je bil že v mladih letih aktiven v mladinskih društvih. Leta 1924 je bil soustanovitelj Društva slovenskih srednješolcev Nicolo Tommasi v Trstu, član in zadnji predsednik mladinskega društva Zarja v Rojanu in član  ter zadnji predsednik Društva slovenskih srednješolcev iz Italije v Ljubljani.
Uredil in sodeloval je pri pisanju kataloga 20 let Trgovinskega tehničnega zavoda. (COBISS) V soavtorstvu je napisal učbenik Trgovsko računstvo in knjigovodstvo : za nižje trgovske strokovne šole. (COBISS) Kot gospodarski strokovnjak pa je v soavtorstvu napisal izčrpno in z dokumenti podprto razpravo za mednarodno konferenco o manjšinah v Trstu Zgodovinski in politični oris gospodarskega življenja Slovencev v Italiji.(COBISS) Z gospodarskimi in drugimi članki je od 1947 do smrti sodeloval v tržaškem listu Gospodarstvo. Predaval pa je tudi na Radiu Trst A, Radiu Koper in RTV Ljubljana.